# Personer i Sverige födda i Argentina
Till personer i Sverige födda i Argentina räknas personer som är folkbokförda i Sverige och som har sitt ursprung i Argentina. Enligt Statistiska centralbyrån fanns det 2017 i Sverige sammanlagt cirka 3 300 personer födda i Argentina.

## Historik
1970 uppskattades antalet argentinare i Sverige till 630. 1975 hade siffran stigit till 2 400 på grund av politiska oroligheter i Argentina.

## Historisk utveckling

### Födda i Argentina
| Personer i Sverige födda i Argentina 1900–2024 | Personer i Sverige födda i Argentina 1900–2024 | Personer i Sverige födda i Argentina 1900–2024 | Personer i Sverige födda i Argentina 1900–2024 | Personer i Sverige födda i Argentina 1900–2024 |
| --- | ---------------------------------------------- | ---------------------------------------------- | ---------------------------------------------- | ---------------------------------------------- |
| |                                                |                                                |                                                |                                                |
| År |                                                |                                                | Folkmängd                                      |                                                |
| 1900 | 1900                                           |                                                | 26                                             |                                                |
| 1930 | 1930                                           |                                                | 83                                             |                                                |
| 1950 | 1950                                           |                                                | 197                                            |                                                |
| 1960 | 1960                                           |                                                | 272                                            |                                                |
| 1970 | 1970                                           |                                                | 632                                            |                                                |
| 1980 | 1980                                           |                                                | 2 211                                          |                                                |
| 1990 | 1990                                           |                                                | 2 421                                          |                                                |
| 2000 | 2000                                           |                                                | 2 435                                          |                                                |
| 2001 | 2001                                           |                                                | 2 492                                          |                                                |
| 2002 | 2002                                           |                                                | 2 592                                          |                                                |
| 2003 | 2003                                           |                                                | 2 657                                          |                                                |
| 2004 | 2004                                           |                                                | 2 681                                          |                                                |
| 2005 | 2005                                           |                                                | 2 712                                          |                                                |
| 2006 | 2006                                           |                                                | 2 723                                          |                                                |
| 2007 | 2007                                           |                                                | 2 712                                          |                                                |
| 2008 | 2008                                           |                                                | 2 762                                          |                                                |
| 2009 | 2009                                           |                                                | 2 833                                          |                                                |
| 2010 | 2010                                           |                                                | 2 868                                          |                                                |
| 2011 | 2011                                           |                                                | 2 916                                          |                                                |
| 2012 | 2012                                           |                                                | 2 963                                          |                                                |
| 2013 | 2013                                           |                                                | 3 048                                          |                                                |
| 2014 | 2014                                           |                                                | 3 114                                          |                                                |
| 2015 | 2015                                           |                                                | 3 152                                          |                                                |
| 2016 | 2016                                           |                                                | 3 209                                          |                                                |
| 2017 | 2017                                           |                                                | 3 271                                          |                                                |
| 2018 | 2018                                           |                                                | 3 417                                          |                                                |
| 2019 | 2019                                           |                                                | 3 645                                          |                                                |
| 2020 | 2020                                           |                                                | 3 842                                          |                                                |
| 2021 | 2021                                           |                                                | 4 130                                          |                                                |
| 2022 | 2022                                           |                                                | 4 384                                          |                                                |
| 2023 | 2023                                           |                                                | 4 502                                          |                                                |
| 2024 | 2024                                           |                                                | 4 451                                          |                                                |
| Anm.: Befolkning den 31 december respektive år förutom åren 1960 och 1970 som avser förhållandet den 1 november och år 1980 som avser förhållandet den 15 september. |                                                |                                                |                                                |                                                |